# Le Dernier Verre
Le Dernier Verre (укр. Останній келих) — бестселер французького кардіолога Олів’є Амейзена, опублікований у 2008 році, у якому автор описує свій досвід вилікування від алкоголізму за допомогою міорелаксанту баклофену.
Книгу перекладено англійською, німецькою, нідерландською, італійською, та польською мовами (див. розділ «Джерела»).